# Жджари (Малопольське воєводство)
Жджари (пол. Żdżary) — село в Польщі, у гміні Радґощ Домбровського повіту Малопольського воєводства.
Населення — 643 особи (2011).
У 1975-1998 роках село належало до Тарновського воєводства.

## Демографія
Демографічна структура станом на 31 березня 2011 року:
|          | Загалом | Допрацездатний вік | Працездатний вік | Постпрацездатний вік |
| -------- | ------- | ------------------ | ---------------- | -------------------- |
| Чоловіки | 335     | 80                 | 220              | 35                   |
| Жінки    | 308     | 62                 | 186              | 60                   |
| Разом    | 643     | 142                | 406              | 95                   |